# سینتیک لایه نازک
لایه نازک. یکی از پرکاربردترین مباحث در علم مواد میباشد . این لایه در ویژگی های الکتریکی، مکانیکی، نوری و ... میتواند به طور جدی اثر گذار بوده و بتواند خواص جدیدی را به ماده ما اضافه نماید .(برای اطلاع بیشتر به صفحه لایه نازک مراجعه نمایید )  
جدا از مباحث تکنولوژیکی لایه نازک، مبحث بررسی سینتیک این لایه نیز مهم است . برای اثبات سینتیک این لایه میتوان از قانون دوم فیک استفاده نمود . این لایه بی نهایت میباشد اما ما میتوانیم دو لایه نیمه بی نهایت را در نظر گرفته و کار را برای خودمان ساده تر سازیم . 
برای یاد آوری فرم کلی قانون دوم فیک بدین صورت میباشد :

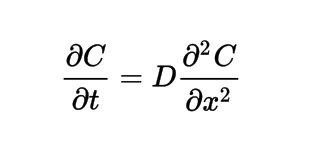

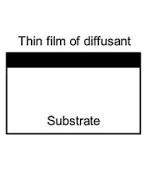

برای حل معادلات دیفرانسیلی نیازمند شرایط مرزی و اولیه هستیم : 

1- غلظت در x بی نهایت برابر صفر میباشد .
2- غلظت در x منفی بی نهایت هم برابر صفر است .
3- در زمان صفر و مکان صفر مقدار ذرات N ، i میباشد .

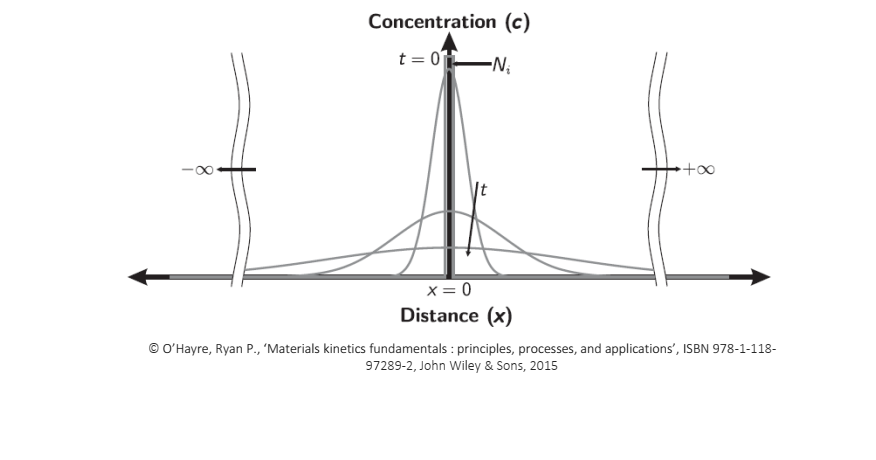
kinetic of thin layer

حال با استفاده از شرایط مرزی و اولیه نسبت به حل این معادله اقدام میکنیم :

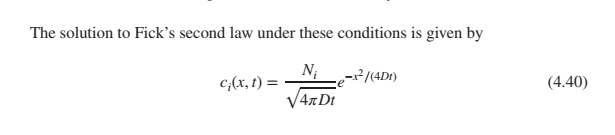

### کاربرد سینتیک لایه نازک:
انتشار بی نهایت گذرا یک نمایه غلظت دلخواه محلول لایه نازک توسعه یافته در بخش آخر را می توان برای ساخت راه حل هایی برای انتشار گذرا نمودار های انتشار پیچیده تر با استفاده از مفهوم برهم نهی خطی ، همانطور که به صورت شماتیک در شکل  زیر نشان داده شده است، استفاده کرد. ایده اصلی این است که میتوان با استفاده از بخش بخش کردن هر قسمت نسبت به ساخت معادله کلی اقدام نمود . سپس پاسخ انتشار گذرای کلی سیستم را می توان از پاسخ انتشار گذرا یکپارچه محاسبه کرد.

 

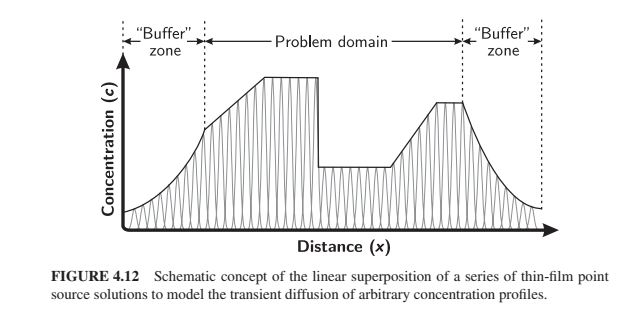
لایه های با غلظت متفاوت

که به صورت کلی فرمول آن به شکل زیر است: